# Pfarrkirche St. Veit im Mühlkreis

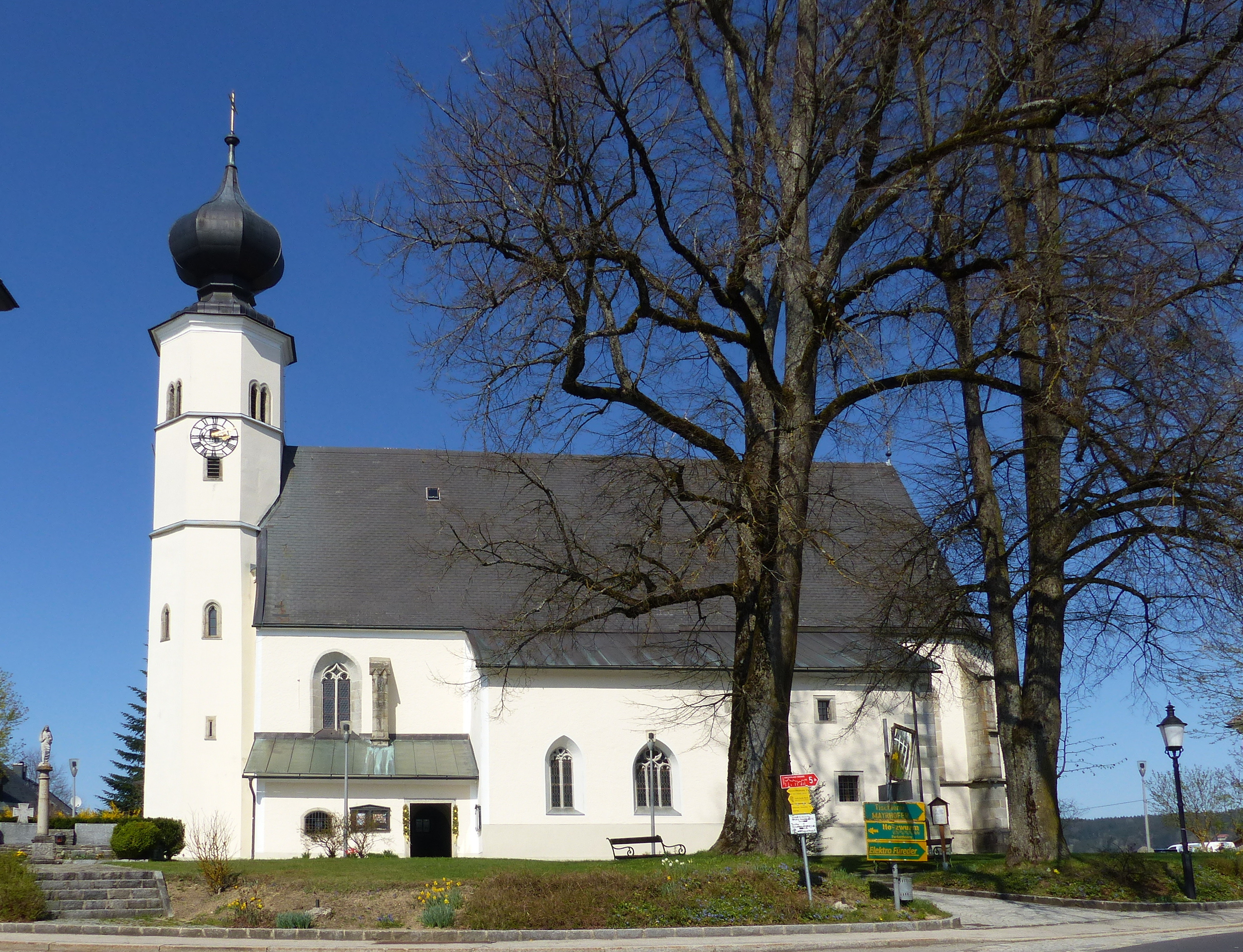
Katholische Pfarrkirche hl. Vitus in St. Veit im Mühlkreis

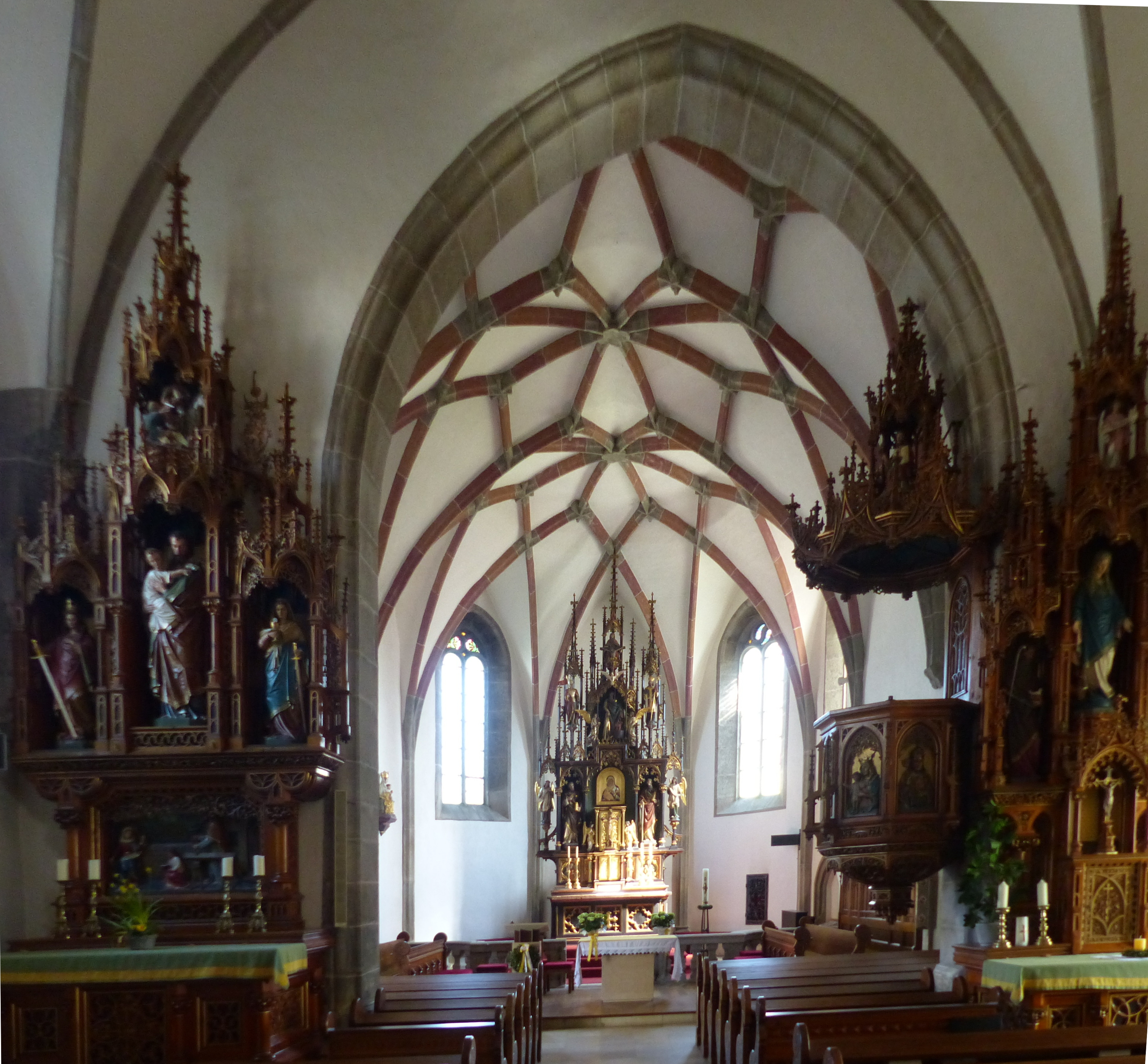
Im Langhaus zum Chor

Die Pfarrkirche St. Veit im Mühlkreis steht nordöstlich im Ort an der höchsten Stelle in der Gemeinde St. Veit im Mühlkreis im Bezirk Rohrbach in Oberösterreich. Die auf den Heiligen Vitus geweihte römisch-katholische Pfarrkirche gehört zum Dekanat St. Johann am Wimberg in der Diözese Linz. Die Kirche steht unter Denkmalschutz (Listeneintrag).

## Geschichte
Die Kirche war urkundlich 1264 Filialkirche von Niederwaldkirchen. 1344 ging die Pfarre an das Stift Sankt Florian. Mit 1682 wurde die Pfarre selbständig. Bis 1837 war die Kirche ringförmig von einem Friedhof umgeben.
Die Mauern der Südhälfte des Langhauses sind im Kern romanisch, die Mauern der Nordhälfte sind gotisch erneuert und erweitert. Die Hager-Kapelle südöstlich am Langhaus wurde um 1400 erbaut und im vierten Viertel des 15. Jahrhunderts überwölbt. Der barocke Dachstuhl nennt die Jahresangabe 1755. 1863 war eine Renovierung, 1927 wurde das Turmdach restauriert, weitere Restaurierungen waren 1965, 1980, und innen 1964.

## Architektur
Bemerkenswerter spätgotisch geprägter Bau mit frühgotischem oktogonalem Turm. Das Langhaus ist ein hoher breiter sternrippengewölbter Saalraum mit Wandpfeilern. Der eingezogene Triumphbogen ist auffällig nach rechts gerückt. Der nur gering eingezogene zweijochige spätgotische Chor mit Fünfachtelschluss hat Sternrippengewölbe der späten Gotik mit einer auffallend weiten Raumwirkung. Der wohl frühgotische Westturm ist bemerkenswert schlank mit oktogonalem Grundriss. Die spätgotische Sakristei im südlichen Chorwinkel hat darüber ein Oratorium. Südlich am Langhaus ist die zweijochige Hager-Kapelle mit einem rechteckigen Grundriss mit Kreuzrippen- und Knickrippensterngewölben.
Außen zeigen Langhaus und Chor spitzbogige zwei- und dreibahnige spätgotische Maßwerkfenster, die Maßwerke sind aus dem ersten Viertel des 16. Jahrhunderts und teils renoviert. In einer späteren Vorhalle ist ein gotisches Spitzbogenportal mit einem Gewände mit Birnstab aus der ersten Hälfte des 14. Jahrhunderts. Der Chor zeigt Strebepfeiler und ein umlaufendes Kaffgesims, welches an den Kanten verstäbt ist. Nördlich hat das Langhaus ein bemerkenswertes gekehltes Schulterbogenportal in einem verstäbten Rechteckrahmen mit der Jahreszahl 1520, die historistische Türe nennt 1904, das Nordportal hat eine segmentbogige tonnengewölbte Überdachung an Strebepfeilern bzw. Konsole ansetzend.

## Ausstattung
Die neogotische Einrichtung ist erhalten und stammt aus beiden führenden oberösterreichischen Werkstätten des Späthistorismus, Ludwig Linzinger und Josef Kepplinger unter Simon Raweder.

## Glocken
Vor dem Ersten Weltkrieg hingen vier Glocken im Turm, namentlich die Große und die Sterbeglocke von Peter Hilzer 1899, die Elfer-Glocke von Silvius Creuz 1711 und die Kleine von Franz Seraphin Hollederer 1852. Der Glockenablieferung entging nur Glocke 4. Anfang 1923 kamen die Zwölfer-Glocke und die Immaculata-Glocke dazu und im Herbst dieses Jahres schließlich die Große, auch Elfer- oder Vitus-Glocke genannt, allesamt aus der Oberösterreichischen Glocken- und Metallgießerei St. Florian. Im Zweiten Weltkrieg verblieb Glocke 3, zu der Oberascher 1951 zwei Glocken mit einem Gesamtgewicht von 890 kg dazugoss. Die fehlende Glocke 2 wurde erst 1979 von Grassmayr geliefert.
| Nr. | Bezeichnung                      | Gussjahr | Gießerei und Gussort                                         | Durchmesser | Masse  | Nominal | Bild |       |
| --- | -------------------------------- | -------- | ------------------------------------------------------------ | ----------- | ------ | ------- | ---- | ----- |
| 1   | Vitus                            | 1951     | Oberascher, Salzburg                                         | 1090 mm     | ?      | ges1    |      |       |
| 2   | Schutzengel                      | 1979     | Grassmayr, Innsbruck                                         | 832 mm      | 325 kg | b1      |      |       |
| 3   | Immaculata                       | 1923     | Oberösterreichische Glocken- und Metallgießerei, St. Florian | 730 mm      | 197 kg | des2    |      |       |
| 4   | Mariä Himmelfahrt (Sterbeglocke) | 1951     | Oberascher, Salzburg                                         | 650 mm      | ?      | es2     |      | [ 3 ] |